# Assalt als Tres Poders del Brasil de 2023
El 8 de gener de 2023, aproximadament a les 15h (hora local), els edificis federals de la Plaça dels Tres Poders de Brasília —Palau del Planalto (seu de l'executiu), Congrés Nacional del Brasil (legislatiu) i Suprem Tribunal Federal (judicial)— van ser envaïts per uns 4.000 partidaris de l'expresident Jair Bolsonaro.

## Antecedents
Més d'un any abans d'acabar la legislatura, el president Bolsonaro ja havia declarat que el Brasil podria reviure un fenomen similar al de l'assalt al Capitoli dels Estats Units de 2021, en el cas que no fos reelegit en el càrrec l'octubre de 2022. També va disseminar dubtes sobre un possible frau electoral i va carregar contra membres del Suprem Tribunal Federal (STF) i del Tribunal Superior Electoral (TSE), a qui va amenaçar de destituir o empresonar. Després de ser derrotat per Luiz Inácio Lula da Silva en la segona volta de les eleccions presidencials, el 30 d'octubre de 2022, Bolsonaro va trigar gairebé 48 hores en comparèixer davant dels mitjans. En una breu declaració sense acceptar preguntes, el candidat del Partit Liberal va dir que entenia el sentiment d'injustícia dels seus votants per tot el procés electoral i que li semblava bé que volguessin manifestar-se, sempre que fos pacíficament. Però, en cap moment va mencionar explícitament el resultat dels comicis ni el seu adversari i vencedor. De fet, Bolsonaro va deixar el Brasil dies abans de cap d'any, de tal manera que no va assistir l'1 de gener a la cerimònia de presa de possessió de Lula com a nou President de la República, contràriament a la tradició al Brasil.

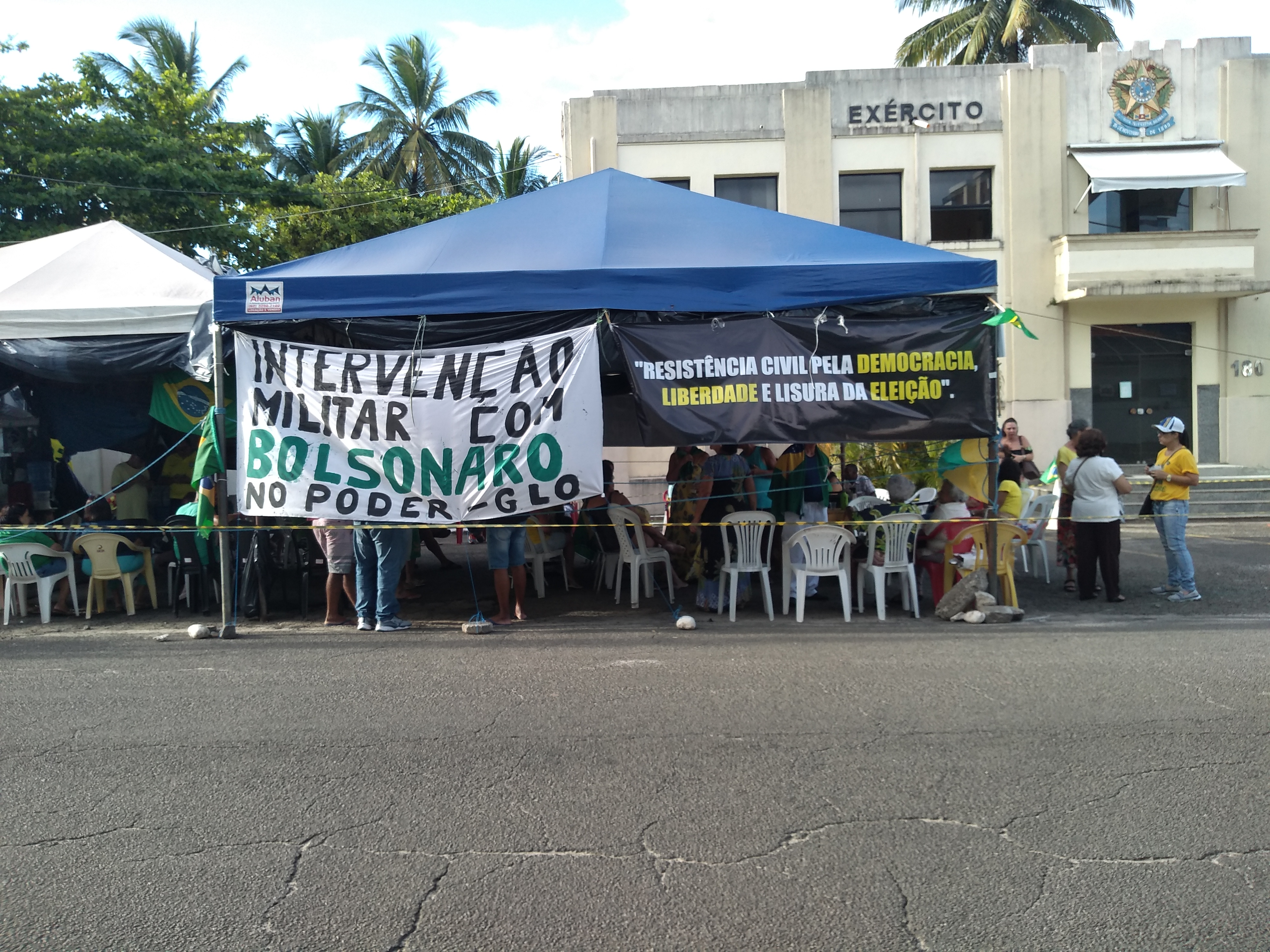
Acampada de bolsonaristes demanant la intervenció militar.

Hores després d'anunciar-se la victòria de Lula da Silva, diversos col·lectius bolsonaristes van organitzar-se per protestar pels resultats. Això va fer que, entre el 31 d'octubre i el 3 de novembre, hi hagués un gran nombre de carreteres tallades arreu del país, fet que va col·lapsar el transport privat, el col·lectiu i el de mercaderies. També es van organitzar acampades davant diverses casernes de l'Exèrcit brasiler. Segons els manifestants, la victòria del Partit dels Treballadors havia estat un frau, motiu pel qual reclamaven una intervenció militar que anul·lés el resultat dels comicis i retornés Bolsonaro al capdavant del govern. El principal punt de reunió dels manifestants va ser davant del Quarter General de l'Exèrcit (QGE), a Brasília, on hi van arribar a haver prop de 10.000 persones. El nou govern va desallotjar-los el 3 de gener, tot i que uns 200 campistes hi van romandre fins al dia de l'assalt.
A banda d'aquestes manifestacions pacífiques, es van produir dos atacs violents durant el desembre. El dia 12, data en què Lula da Silva i Geraldo Alckmin (vicepresident electe) rebien el seu diploma de vencedors de les eleccions, grups de bolsonaristes van produir aldarulls a Brasília, com l'atac a una caserna de la Policia Federal i la crema de cotxes i autobusos. El dia 24, la policia militar va interceptar un camió carregat amb explosius i que pretenia atemptar contra l'aeroport de Brasília. George W. Oliveira Sousa va ser detingut i va declarar que havia planificat l'atac en protesta pel resultat de les eleccions, que considerava fraudulentes. A l'apartament que havia llogat a la capital, s'hi va trobar gran quantitat d'armes i munició.

## L'assalt

### Invasió dels Tres Poders
El diumenge 8 de gener, un gran nombre de manifestants —molts d'ells arribats el cap de setmana en desenes d'autocars— va reunir-se novament a les portes del QGE, a Brasília. Després van marxar uns 8 km per l'Eix Monumental, escoltats per la Policia Militar del Districte Federal, cap a la plaça dels Tres Poders (on es troben les seus del legislatiu, executiu i judicial).
Vora les 15h (hora de Brasília), els manifestants van superar l'escàs cordó policial i van poder accedir als tres edificis: el Palau del Planalto on es reuneix el gabinet ministerial, el Palau Nereu Ramos que acull el Congrés Nacional del Brasil (edifici bicameral on es troben el Senat i la Cambra de Diputats) i el palau de l'STF. La policia va intentar aturar-los amb gas pebre i disparant escopetes de pilotes de goma.
Poc després, Veneziano Vital do Rêgo, president en funcions del Senat federal, va confirmar que els manifestants havien accedit al Saló Verd de la Cambra de Diputats del Brasil i que intentaven envair el Palau del Planalto. A continuació, es va poder veure com els assaltants ocupaven el terrat del Congrés i accedien a l'interior del palau de l'STF.

### Conseqüències immediates
Durant la invasió, a més de mobiliari i altres objectes de les tres seus, van ser malmeses diverses obres d'art. Entre elles, el quadre As Mulatas, de Di Cavalcanti; les escultures A Justiça, d'Alfredo Ceschiatti i Bailarina, de Victor Brecheret; o el vitrall Araguaia de Marianne Peretti, situat al Congrés Nacional. Els assaltants van robar una còpia original de la Constitució brasilera de 1988 i armes de l'oficina de seguretat del Planalto. També va ser molt esmentat el fet que els manifestants que van entrar al palau de l'STF van arrencar una porta que duia el nom del jutge Alexandre de Moraes, l'encarregat d'investigar la difusió de fake news bolsonaristes en xarxes socials durant l'anterior campanya electoral.
Després de la intervenció d'unitats d'antiavalots, es va aconseguir desocupar els edificis i, més tard, la plaça. Durant les càrregues, un agent a cavall va caure i els assaltants van ferir tan el genet com l'animal. Segons es va informar, en les seus es van trobar fins a cinc granades desactivades. Un cop desallotjats, bona part dels manifestants van tornar al campament del QGE on van fer nit. Els soldats de la caserna van formar una línia de seguretat al voltant dels campistes, impedint l'accés de les forces policials.
Les autoritats van informar que havien atès una vuitantena de ferits, la meitat en estat greu o molt greu. El nombre de detinguts, cinc hores després de l'assalt, va ser de 170. Més tard, el governador del Districte Fedral, Ibaneis Rocha, va pujar la xifra a 400 persones detingudes. Entre els crims pels quals van haver de respondre hi ha: desperfectes causats a béns federals, crims contra el patrimoni cultural, associació criminal, atemptat violent contra l'estat de dret i intent de cop d'estat. Els servidors públics encausats també van ser acusats de desobediència i prevaricació.

### L'endemà
El matí del dia 9, va ser desallotjat definitivament el campament situat davant el quarter general. 1.200 campistes van ser portats a dependències policials per a ser identificats i prestar declaració sobre els fets del diumenge. Se'ls va requisar ganivets i navalles; fones; explosius com petards, granades, bombes casolanes; torxes de propà i material per preparar còctels molotov.
En altres punts del país també va haver-hi manifestacions i aldarulls. És el cas de la Marginal Tietê de São Paulo, que va patir talls; o de les refineries de diversos estats, que els extremistes van intentar bloquejar fins que la Polícia Rodoviária Federal va intervenir. També es van produir atacs contra torres elèctriques a Paraná i Rondônia.

## Reaccions

### Política
Lula da Silva es trobava en visita oficial a Araraquara, un municipi de l'interior de l'estat de São Paulo, supervisant en persona les destrosses que la localitat havia patit a causa d'un temporal de pluja. Tres hores després de l'atac terrorista, va fer una compareixença per anunciar que havia decretat la intervenció governamental de tots els organismes de seguretat del Districte Federal fins al 31 de gener. El president, en la seva declaració, va considerar que Bolsonaro era també responsable de l'acció terrorista, va assegurar que posarien en mans de la justícia tots els assaltants (als que va titllar de «feixistes fanàtics radicals») i que s'investigaria el finançament del moviment colpista.
L'expresident Jair Bolsonaro, que es trobava a Orlando (Florida) des de finals d'any, va publicar un petit fil a Twitter en què manifestava que els fets es trobaven «fora de les regles», al mateix temps que repudiava les acusacions fetes per Lula sobre la seva participació en la invasió. El senador del PT Renan Calheiros va anunciar que iniciaria els tràmits per sol·licitar als Estats Units l'extradició de Jair Bolsonaro per interrogar-lo sobre la seva presumpta participació en els fets.
El governador Rocha va anunciar el cessament d'Anderson Torres, recentment nomenat Secretari de Seguretat del DF, ja que considerava que, malgrat tenir indicis de la preparació dels atacs, no havia fet prou per a aturar-los. És significatiu que Torres havia estat ministre de Justícia i Seguretat en l'últim gabinet de Bolsonaro i era un dels seus defensors més ferms. L'actuació de la policia militar va ser molt qüestionada i es van veure vídeos de policies fent-se fotos tranquil·lament amb els manifestants. El nou ministre de Justícia, Flávio Dino, va demostrar el seu enuig amb la gestió per part de l'administració del Districte Federal i va anunciar la mobilització de 2.500 soldats per reforçar la seguretat en la capital. La nit del 8 de gener, l'STF va dictaminar la suspensió d'Ibaneis Rocha del càrrec de governador del DF durant 90 dies, per connivència i omissió dolosa de les seves funcions.
Diverses personalitats de l'esfera política internacional van enviar missatges de rebuig a l'atac i van mostrar el seu suport al govern brasiler. Entre ells, els presidents Joe Biden, Emmanuel Macron, Pedro Sánchez, Gabriel Boric o Alberto Fernández.

### Opinió pública
La premsa brasilera va destacar que, dies abans de l'atac, alguns grups bolsonaristes partidaris d'una intervenció militar van compartir missatges a xarxes socials sobre la preparació d'un assalt al Congrés, aprofitant l'arribada de milers de manifestants a partir del 7 de gener. Així doncs, quan es van consumar els fets, els periodistes van mostrar inquietud per la manca de previsió demostrada pels estaments públics, recriminant-los que no haguessin incrementat les mesures de seguretat al voltant dels Tres Poders; més encara amb l'experiència recent de l'assalt al Capitoli dels Estats Units de 2021, feta per seguidors de Donald Trump en un context similar, tot i que només amb la meitat de manifestants. El mateix President de la República va catalogar l'actuació policial com «incompetent, amb mala voluntat o mala fe».
El dilluns dia 9, van reproduir-se manifestacions al llarg del país, en repudi als atacs i en defensa de l'estat de dret. També van haver-hi per tot el món, en ciutats com Buenos Aires, Ciutat de Mèxic, Boston, Berlín, Dublín o Barcelona.